# Paspardo
Paspardo – miejscowość i gmina we Włoszech, w regionie Lombardia, w prowincji Brescia.
Według danych na rok 2004 gminę zamieszkuje 677 osób, 67,7 os./km².